# Albert Jurgenson
Pour les articles homonymes, voir Jurgenson.
Albert Louis Jurgenson est un monteur et scénariste français, né le 4 juin 1929 dans le 14e arrondissement de Paris, ville où il est mort le 12 juin 2002  dans le 16e arrondissement.
Il fut le monteur préféré de réalisateurs aux styles aussi différents que Gérard Oury, Robert Dhéry, Yves Boisset, Alain Resnais, Jeanne Moreau ou Claude Miller. Il a remporté 2 fois le César du meilleur montage, en 1978 et 1982. Il a travaillé sur quelques-uns des plus grands succès du cinéma français : Le Corniaud (1965), La Grande Vadrouille (1966), Le Cerveau (1969), La Folie des grandeurs (1971), Les Aventures de Rabbi Jacob (1973), La Septième Compagnie au clair de lune (1977), Garde à vue (1981) …

## Filmographie

### comme monteur
- 1956 : Une fée... pas comme les autres de Jean Tourane
- 1957 : Les Marines de François Reichenbach
- 1958 : Les Tricheurs de Marcel Carné
- 1958 : Les Surmenés de Jacques Doniol-Valcroze
- 1958 : L'Amérique insolite de François Reichenbach
- 1960 : Classe tous risques de Claude Sautet
- 1960 : Moderato cantabile de Peter Brook
- 1960 : La Vérité de Henri-Georges Clouzot
- 1961 : La Bride sur le cou de Jean Aurel
- 1961 : La Belle Américaine de Robert Dhéry
- 1962 : Rififi à Tokyo de Jacques Deray
- 1962 : Du mouron pour les petits oiseaux de Marcel Carné
- 1963 : En compagnie de Max Linder de Maud Linder
- 1964 : Allez France ! de Robert Dhéry
- 1965 : Le Gendarme à New York de Jean Girault
- 1965 : Le Corniaud de Gérard Oury
- 1965 : La Fabuleuse Aventure de Marco Polo de Denys de La Patellière et Noël Howard
- 1965 : La Tête du client de Jacques Poitrenaud
- 1966 : Carré de dames pour un as de Jacques Poitrenaud
- 1966 : La Sentinelle endormie de Jean Dréville
- 1966 : L'Espion de Raoul Lévy
- 1966 : La Grande Vadrouille de Gérard Oury
- 1967 : Le Petit Baigneur de Robert Dhéry
- 1967 : Le Canard en fer blanc de Jacques Poitrenaud
- 1968 : Je t'aime, je t'aime d'Alain Resnais
- 1969 : Le Cerveau de Gérard Oury
- 1970 : Un condé d'Yves Boisset
- 1971 : On est toujours trop bon avec les femmes de Michel Boisrond
- 1971 : Pouce de Pierre Badel
- 1971 : Le Saut de l'ange d'Yves Boisset
- 1971 : La Folie des grandeurs de Gérard Oury
- 1972 : L'Attentat d'Yves Boisset
- 1973 : L'Impossible objet de John Frankenheimer
- 1973 : R.A.S. d'Yves Boisset
- 1973 : Les Aventures de Rabbi Jacob de Gérard Oury
- 1974 : Stavisky d'Alain Resnais
- 1974 : Vos gueules, les mouettes ! de Robert Dhéry
- 1975 : Folle à tuer d'Yves Boisset
- 1975 : Dupont Lajoie d'Yves Boisset
- 1976 : Lumière de Jeanne Moreau
- 1977 : Un taxi mauve d'Yves Boisset
- 1977 : Le Juge Fayard dit Le Shérif d'Yves Boisset
- 1977 : Providence d'Alain Resnais
- 1977 : Repérages de Michel Soutter
- 1977 : La Septième Compagnie au clair de lune de Robert Lamoureux
- 1978 : La Carapate de Gérard Oury
- 1979 : L'Adolescente de Jeanne Moreau
- 1980 : La Femme flic d'Yves Boisset
- 1980 : Mon oncle d'Amérique d'Alain Resnais
- 1980 : Le Coup du parapluie de Gérard Oury
- 1981 : Garde à vue de Claude Miller
- 1981 : La Chèvre de Francis Veber
- 1982 : Espion, lève-toi d'Yves Boisset
- 1982 : L'As des as de Gérard Oury
- 1983 : Mortelle Randonnée de Claude Miller
- 1983 : La vie est un roman d'Alain Resnais
- 1983 : Benvenuta d'André Delvaux
- 1983 : Le Marginal de Jacques Deray
- 1984 : Canicule d'Yves Boisset
- 1984 : L'Amour à mort d'Alain Resnais
- 1984 : La Vengeance du serpent à plumes de Gérard Oury
- 1985 : Babel opéra, ou la répétition de Don Juan de Wolfgang Amadeus Mozart d'André Delvaux
- 1985 : Le Neveu de Beethoven de Paul Morrissey
- 1985 : L'Effrontée de Claude Miller
- 1986 : Mélo d'Alain Resnais
- 1987 : Lévy et Goliath de Gérard Oury
- 1987 : Hôtel de France de Patrice Chéreau
- 1988 : L'Œuvre au noir d'André Delvaux
- 1988 : Hôtel Terminus de Marcel Ophuls
- 1988 : La Petite Voleuse de Claude Miller
- 1989 : I Want to Go Home d'Alain Resnais
- 1989 : Vanille fraise de Gérard Oury
- 1991 : La Tribu d'Yves Boisset
- 1992 : Robert's Movie de Canan Gerede
- 1992 : La Nuit de l'océan de Antoine Perset
- 1992 : L'Accompagnatrice de Claude Miller
- 1993 : Smoking/No Smoking d'Alain Resnais
- 1995 : Ask Ölümden Soguktur de Canan Gerede

### comme scénariste
- 1967 : Le Petit Baigneur de Robert Dhéry
- 1974 : Vos gueules, les mouettes ! de Robert Dhéry

## Publication
- Albert Jurgenson et Sophie Brunet, Pratique du montage, La Fémis, 1990, 183 p. (ISBN 2-907114-08-5, ISSN 0991-6296)

## Récompenses et nominations

### Récompenses
- 1978 : César du meilleur montage pour Providence
- 1982 : César du meilleur montage pour Garde à vue

### Nominations
- 1981 : Nomination au César du meilleur montage (Le Coup du parapluie).
- 1994 : Nomination au César du meilleur montage (Smoking/No smoking).